# Erina canescens
Erina canescens är en fjärilsart som beskrevs av William Henry Miskin 1890. Erina canescens ingår i släktet Erina och familjen juvelvingar. Inga underarter finns listade i Catalogue of Life.